# Pico Gran Facha
Gran Facha o Cúspide de Bachimaña es un pico fronterizo entre España y Francia de 3005 metros de altura. Se traduce del aragonés como Gran Faja,

## Orografía
Este pico es centro orográfico de los circos Marcadau, Piedrafita y Bachimaña, rodeado de numerosos lagos (ibones).

## Rutas de ascensión
Las rutas normales de subida se realizan desde el Valle de Wallon o desde la zona de Respomuso (circo de Piedrafita). Por ser un pico superior a 3000 m y su forma piramidal, lo hacen muy atractivo para los montañeros. La ruta normal desde España nace desde el pantano de la Sarra (Sallent de Gállego), pasando por el embalse de Respomuso, Ibon de Campoplano, Ibones de la Facha, collado de la Facha y con algunas trepadas por arista a la cima. Una pequeña virgen de Lourdes corona la cima.

## Historia
El nacimiento de la peregrinación
El 14 de octubre de 1941, cuando realizaban una marcha a la Gran Facha (3006 m) en el valle de Marcadau, sobre Cauterets (Altos Pirineos), una joven, originaria de Tarbes, Madame Maïte Chevalier tuvo, en el descenso una dramática caída bajo la mirada de su marido, de su hermano y de un compañero. Al fallarle un escalón tallado en la nieve, comenzó a deslizarse cabeza abajo. Su piolet se rompió y quedó la parte superior, de corta longitud, sujeta a su muñeca por medio de la abrazadera. En su descenso, este trozo acertó a clavarse en el único agujero que había en la nieve fresca,  hundiéndose hasta la empuñadura. Logró así detener la caída hacia el vacío debajo de los picos de la cara norte.  ¿Por qué fue esto posible esto? 
Unos dirán: fue la suerte; otros hablarán de un conjunto de circunstancias. Sus compañeros se apresuraron a rescatarla. En la peligrosidad de la situación invocaron a la Virgen. A su intervención sobrenatural atribuyeron su increíble salvación. Por este motivo decidieron erigir en la cumbre una imagen de Nuestra Señora de las Nieves. 
El 4 de septiembre de 1942, tres largas caravanas subieron a la cumbre de la Gran Facha. Llevaban agua, arena y cemento. Era un grupo de veinte personas, entre ellas Maïte. También subieron dos equipos de JENEUSSE ET MONTAGNE, que venían del Centro de Cauterets. Iban conducidos por el monitor-jefe François Boyre, guía de alta montaña, muy conocido en los Pirineos. Y para celebrar la misa en la cumbre, subió también el capellán del grupo, el famoso abbé Pragnere. 
Guiados por François Boyre, los jóvenes acondicionaron un lugar en la cima y elevaron un monumento de piedras. Hicieron un nicho en el que colocaron con cemento una losa que haría de altar. Habían subido una imagen de Nuestra señora de Lourdes, labrada en un bloque de mármol de Carrara que pesaba más de 25 kg. Francis Lagardère había reclamado el privilegio de llevar "su" Virgen de Lourdes hasta la cima, alegando que él era lourdés. Se instaló la imagen, se celebró la eucaristía y se rezó por Francia y sus prisioneros, cumpliendo así, con gran solemnidad y alegría, el voto que habían hecho. La noticia tuvo una amplia repercusión en la prensa, pero nadie podía pensar que daba comienzo una larga historia.
Los rayos destruyeron varias veces el monumento de la cumbre; pero cada vez que esto sucedía la imagen era remplazada por otra.
En 1955, el Valle de Saint-Savin concedió un terreno para la construcción de una capilla permanente. El 6 de agosto de 1957, l'abbé Pragnere celebró sus 80 años y puso la primera piedra de la nueva capilla de granito. El año siguiente la capilla fue bendecida y en ella se celebró la primera misa. Cada año suben allí los peregrinos y en ocasiones preside la eucaristía algún célebre personaje. Mons. Jacques Perrier, el obispo de Tarbes-Lourdes ascendió en 1999 siendo así el primer obispo del lugar que nos ha presidido la ceremonia. 